# Paul David
Pour les articles homonymes, voir Paul David (métallurgiste) et David.
Paul David, né le 25 décembre 1919 à Montréal et mort le 5 avril 1999 dans la même ville, est un cardiologue et un homme politique québécois. Il fonde l'Institut de cardiologie de Montréal en 1954. Il est l'auteur de plus de 170 publications scientifiques.

## Biographie
Né à Montréal le 25 décembre 1919, il vient d'une famille qui compte de nombreuses personnalités publiques reconnues. Son père, Athanase David, ministre du gouvernement de Louis-Alexandre Taschereau, est également sénateur, comme son grand-père, Laurent-Olivier David. Il est le frère cadet de Simone David-Raymond.
En 1954, il fonde l'Institut de cardiologie de Montréal. Il en occupe les postes de directeur général et médical, puis de directeur des services professionnels.
Le 28 juin 1968, il est admis à l'Ordre du Canada à titre d'officier. Le 14 décembre 1981, il reçoit une promotion et devient compagnon.
Il est nommé sénateur canadien en 1985 sous recommandation du premier ministre Brian Mulroney et siège au sénat jusqu'en 1994. Son affiliation politique est avec le Parti progressiste-conservateur du Canada.

### Descendance
Sa fille aînée est Françoise David, une femme politique et militante féministe, elle est l'une des porte-paroles du parti Québec solidaire et députée de Gouin jusqu’au printemps 2017. Sa fille cadette, Hélène David, fut haut fonctionnaire et est députée libérale d'Outremont de 2014 à 2018 et de Marguerite-Bourgeoys depuis 2018. Elle fut tour à tour, ministre de la Culture et des Communications puis ministre de l’Enseignement supérieur en plus de cumuler la fonction de ministre de la Condition féminine.
Sa sépulture est située dans le cimetière Notre-Dame-des-Neiges, à Montréal.
Son fils aîné, Pierre David, est un producteur de cinéma à Hollywood. Son fils benjamin, Charles-Philippe David, est professeur de science politique à l'Université du Québec à Montréal. Il est aussi titulaire de la Chaire Raoul-Dandurand en études stratégiques et diplomatiques.
Il est également le père de Thérèse et Anne-Marie David, qui ont respectivement travaillées dans les domaines des communications et du travail social.

## Honneurs
- 1968 - Ordre du Mérite
- 1968 - Officier de l'Ordre du Canada
- 1969 - Prix Urgel-Archambault
- 1981 -  Compagnon de l'Ordre du Canada
- 1998 - Grand officier de l'Ordre national du Québec
- Doctorats honoris causa de l'Université de Lyon et de l'Université d'Ottawa.

### À lire
- Vania Jimenez : Paul David, en Bâtisseurs d'Amérique: Des canadiens français qui ont fait l'histoire. Dir. André Pratte, Jonathan Kay. La Presse, Montréal 2016, pp 203 – 232
  - (en) Legacy. How french Canadians shaped North America. McClelland & Stewart, Toronto 2016; réimpr. 2019  (ISBN 0771072392)